# East Missoula
East Missoula – jednostka osadnicza w Stanach Zjednoczonych, w stanie Montana, w hrabstwie Missoula.